# Berezowiec (Białoruś)
Berezowiec (biał. Беразавец, Bierazawiec; ros. Березовец, Bieriezowiec) – wieś na Białorusi, w obwodzie grodzieńskim, w rejonie korelickim, w sielsowiecie Turzec, przy ujściu Newdy do Serwecza.

## Historia
Pod zaborami i w II Rzeczypospolitej wieś i majątek ziemski (folwark).
W XIX i w początkach XX w. położony był w Rosji, w guberni mińskiej, w powiecie nowogródzkim, w gminie Mir. Był własnością Radziwiłłów. 
W dwudziestoleciu międzywojennym leżał w Polsce, w województwie nowogródzkim, w powiecie stołpeckim, w gminie Jeremicze/Turzec. W 1921 wieś liczyła 261 mieszkańców, zamieszkałych w 54 budynkach, wyłącznie Białorusinów wyznania prawosławnego. Folwark liczył zaś 9 mieszkańców, zamieszkałych w 1 budynku, wyłącznie Polaków wyznania rzymskokatolickiego.
Po II wojnie światowej w granicach Związku Sowieckiego. Od 1991 w niepodległej Białorusi.